# Worcester, England
Worcester (engelskt uttal: [ˈwʊstər] lyssna (fil)) är en stad i distriktet Worcester, i grevskapet Worcestershire i västra England. Staden är huvudort för Worcestershire och ligger vid floden Severn. Den ligger 39 kilometer sydväst om Birmingham, 36 kilometer norr om Gloucester samt 37 kilometer nordost om Hereford. Tätortsdelen (built-up area sub division) Worcester hade 100 153 invånare vid folkräkningen år 2011.
Staden är framförallt känd för sin katedral, men har även ett universitet. I staden tillverkas den berömda worcestershiresåsen.
Rugbylaget Worcester Warriors är från staden.
Staden nämndes i Domedagsboken (Domesday Book) år 1086, och kallades då Wirecestre.